# Radiació ciclotró
La radiació ciclotró és una radiació electromagnètica emesa per partícules carregades elèctricament en moviment deflectides per un camp magnètic. La força de Lorentz sobre les partícules actua perpendicularment a les línies del camp magnètic i al moviment de les partícules a través seu, creant una acceleració de partícules carregades que produeix que emetin radiació (i que es produeixi un moviment espiral al voltant de les línies del camp magnètic).
El nom d'aquesta radiació deriva del ciclotró, una mena d'accelerador de partícules usat a partir dels anys 30 per a crear partícules altament energètiques per a estudiar-les. El ciclotró utilitza les òrbites circulars que les partícules carregades exhibeixen en un camp magnètic uniforme. A més, el període de l'òrbita és independent a l'energia de les partícules, permentent al ciclotró operar com a conjunt freqüència, i no preocupar-se per l'energia de les partícules en un moment determinat. La radiació ciclotró l'emeten totes les partícules carregades que viatgen a través d'un camp magnètic, i no només les que ho fan en un ciclotró. La radiació ciclotró provinent de plasma en el medi interestel·lar o al voltant de forats negres i d'altres fenòmens astronòmics és una font d'informació sobre les distàncies dels camps magnètics. El planeta Júpiter en particular és una gran font de radiació ciclotró. La potència física (energia per unitat de temps) de l'emissió de cada electró es pot calcular usant: 
{\displaystyle {-dE \over dt}={\sigma _{t}B^{2}V^{2} \over c\mu _{o}}}
on E és energia, t és temps, {\displaystyle \sigma _{t}} és la difusió Thomson (total, no diferencial), B és la força del camp magnètic, V és la velocitat perpendicular al camp magnètic, c és la velocitat de la llum i {\displaystyle \mu _{o}} és la permeabilitat del buit. En el context de la fusió per confinament magnètic, les pèrdues de radiació ciclotró es tradueixen en un requeriment per a un mínim de densitat energètica de plasma amb relació a la densitat energètica del camp magnètic.
La radiació ciclotró es podria produir en una explosió nucleat a gran altitud. Els raigs gamma produïts per l'explosió ionitzarien els àtoms en l'atmosfera superior i aquests electrons lliures interaccionarien amb el camp magnètic de la Terra per produir radiació ciclotró en forma de pols electromagnètic.